# 小行星2200
小行星2200（2200 Pasadena）是一颗围绕太阳公转的小行星。1960年9月24日，C. J. 万·豪敦、I. 万·豪敦-格勒内费尔德、T. 赫雷爾斯在帕洛马山发现了此天体。
該小行星以美國加利福尼亞州的城市帕沙第納命名。
这颗小行星的绝对星等为210.0845641418292等。